# St. Paul's School

## Historia
Saint Paul's School se fundó en Viña del Mar el año 1940, a petición de la colonia británica, para proporcionar educación a los niños varones de la colonia británica, por el Capellán de la Iglesia Anglicana y su señora, quienes ya habían iniciado el St John's English School en Concepción, y recientemente habían llegado a la ciudad jardín. Asimismo, con el transcurso de los años se incorporaron a la comunidad las hermanas de los alumnos varones y también estudiantes chilenos sin vínculos especiales con la colonia británica.
En el año 1969, la Iglesia Anglicana de Chile en conjunto con la Sociedad Misionera de Sudamérica, adquirió el colegio, consolidando el enfoque cristiano y la enseñanza intensiva del idioma inglés que lo caracteriza. 
De este modo, hoy el colegio es reconocido por su énfasis en el idioma inglés, por la sólida formación cristiana y pluralista de sus estudiantes, y por sus destacados resultados académicos.
Además, es miembro de la ABSCH y es uno de los cuatro -auténticos- colegios británicos de Viña del Mar, junto con The Mackay School, St. Margaret's School y St. Peter's School.
El alumnado se divide en: Parvulario (pre- kinder y kinder), Junior (desde 1° Básico a 5° Básico) y Senior (desde 6° Básico a 4° Medio)

## Tradiciones
A lo largo de los años han ido consolidándose ciertas actividades e instituciones al interior de la comunidad sanpolina, tanto de índole cultural, social, recreativa y académica.
Dentro de este espectro de actividades, cabe destacar su Concierto Anual -que al año 2013 ya iba en su versión XXXI- y que históricamente se ha realizado en el Teatro Municipal de Viña del Mar, pero que debido a los destrozos del terremoto del año 2010 tuvo que trasladar su escenario al Aula Magna de la Universidad Santa María. 
Mención aparte merece su Semana de Aniversario, en donde los estudiantes participan en competencias y actividades de distinta naturaleza -deportivas, intelectuales, de estrategia, de beneficencia social, etcétera- para que su familia obtenga la victoria de la competencia de ese año. Los estudiantes, desde que ingresan a St. Paul's, se incorporan a una de las familias -o alianzas- perteneciendo siempre a la misma y representándola en la competencia anual de la Semana de Aniversario. Por un lado están los "Unicorns" -representados por el color  amarillo- y por otro lado los "Lions"  -representados por el color rojo-. Los nombres de ambas familias corresponden a cada una de las criaturas del escudo de armas británico. Un alumno y una alumna de cuarto año de cada familia ocupan el cargo de Capitán de alianza, debiendo velar por coordinar, gestionar y supervisar el desarrollo de las actividades y competencias dentro de su respectiva alianza, siendo apoyados en dicha labor por un estudiante y una estudiante de tercero año, que ocupan el cargo de Subcapitán de alianza. Todos los alumnos que ocupan dicho cargo son elegidos por sus propios compañeros a través de elecciones democráticas.
En otro ámbito, algunos alumnos de cuarto año también ocupan el cargo de Prefect, siendo escogidos por el Consejo de Profesores por caracterizarse como alumnos ejemplares en todos los aspectos frente a los profesores, en su desempeño escolar, y en la relación con sus compañeros. Deben actuar como guías para los alumnos de cursos menores, ayudarlos con sus problemas en la relación con sus otros compañeros, y acompañarlos en las actividades que se realicen fuera del colegio colaborando con la disciplina.
Además, se escogen Abanderados y Escoltas, quienes portan los pabellones nacional, británico y del colegio en los desfiles y ceremonias oficiales en que el Colegio deba ser representado. Se eligen por los profesores basándose en sus trayectorias como alumnos.
A lo largo del año se celebran distintas festividades tales como: día de las matemáticas, día del libro, día del alumno, día del profesor, entre otras.
Todos los viernes en la mañana, alumnado asiste al llamado "prayers", el cual es una instancia de reflexión junto a versículos de la biblia donde se tocan diversos temas valoricos.

## Alumnos célebres
Dentro de algunos nombres que han pasado por sus salas, cabe recordar a personas como:
- Gonzalo Ibáñez Santa María
- Jorge Arrate Mac Niven
- Beatriz Sánchez Muñoz